# The Shape of Things
The Shape of Things (no Brasil, Arte, Amor e Ilusão; em Portugal, A Forma das Coisas) é um filme de comédia dramática realizado em co-produção por Estados Unidos, França e Inglaterra, dirigido por Neil LaBute, lançado em 2003. O filme é uma adaptação da peça de teatro de mesmo título escrita pelo próprio Neil LaBute que estreou em Londres, em 2001, com o mesmo elenco.

## Sinopse
Evelyn é uma estudante de arte e conhece Adam enquanto tenta fazer uma intervenção numa estátua no museu da pequena cidade em que estuda. Ele trabalha como segurança por lá. Eles começam a se relacionar e ela vai gradativamente mudando o rapaz fisicamente. Os melhores amigos dele, o casal Phillip e Jenny, se espantam com as mudanças. Junto com as mudanças físicas vêm mudanças no comportamento de Adam, e nos acontecimentos seguintes ninguém percebe fazer parte da grande descoberta que acontece no final da estória.

## Elenco
- Paul Rudd - Adam
- Rachel Weisz - Evelyn
- Frederik Weller - Philip
- Gretchen Mol - Jenny

## Encenação no Brasil
O peça foi encenada pela primeira vez no Brasil em 2008 com o título "A Forma das Coisas", direção de Guilherme Leme e co-direção de Pedro Neschling. No elenco, Pedro Osorio no papel de Adam, Carol Portes como Evelyn, André Cursino como Philip e Karla Dalvi como Jenny.  

O espetáculo foi indicado ao Prêmio Shell de 2008 na categoria Melhor Cenário, para Aurora dos Campos.